# Abbaye de Lucelle
Pour les articles homonymes, voir Lucelle.
L'abbaye de Lucelle, traduit par « ermitage des bois » ou « monastère de lumière », est une ancienne et illustre abbaye cistercienne, située pratiquement sur la frontière entre la France et la Suisse actuelle (département français du Haut-Rhin et canton suisse du Jura).

## Histoire

### L'origine des terres
La rivière la Lucelle séparait aux XIe et XIIe siècles les comtés de Sogren, de Ferrette et d'Oltingen. La famille d'Oltingen avait acquis d'immenses domaines le long du revers méridional du Jura jusqu'au bassin de l'Ajoie. Au XIe siècle une alliance était conclue entre les Oltingen et les Neuchâtel par le mariage d'Emma de Glâne, fille de l'union de Pierre de Glâne et d'une fille de Conon d'Oltingen, avec Rodolphe Ier de Neuchâtel. 
Bourcard de Fenis, évêque de Bâle, obtient de l'héritage paternel les terres dans les "franches-montagnes" et en Ajoie. Mangold Ier de Neuchâtel, frère de Bourcard, mariera sa fille à Amédée Ier de Montfaucon et de cette union naîtra Richard II de Montfaucon. Ce dernier, avec l'aide de ses cousins, va fonder l'abbaye de Lucelle.
La fondation de l'abbaye se fera grâce à Berthold de Neuchâtel, évêque de Bâle et parent de Bourcard, qui renoncera à sa charge et se retira à l'abbaye de Lucelle. En 1123, sous son épiscopat, il cède à ses neveux Hugues et Amédée, tous deux fils de Welf de Montfaucon, et à leur cousin Richard II, fils du seigneur Amédée Ier de Montfaucon (puissante famille des seigneurs de Montfaucon) du Comté de Bourgogne, le terrain pour ériger l'abbaye, la dotant d'un important domaine. La même année, la première pierre de l'église est bénie selon la légende par saint Bernard lui-même, et elle devient ainsi la première abbaye cistercienne à s'installer en Alsace. Pons, abbé de Bellevaux, y envoya une colonie de douze premiers moines sous la direction d'Étienne qui devint le premier abbé de Lucelle.

### La naissance de Lucelle
Armoiries : D'argent, à l'église de même et un toit de gueules, et à la bordure d'azur chargée d'étoiles d'or.
Armoiries variantes : Écartelée au premier et au quatrième des deux armoiries propres à Lucelle, au troisième de Montfaucon-Montbéliard, au quatrième de Citeaux.
Après la donation des terres par les Montfaucon et la bénédiction de Bernard de Clairvaux, l'abbé Étienne se voyait pourvu de la lourde tâche de faire vivre cette abbaye. Formé à l'abbaye de Morimond en 1115 puis à celle de Bellevaux en 1119, deux abbayes cistercienne qu'il verra sortir de terre, l'abbé Étienne s'attache l'aide du prieur Albéric. Tous deux vont réussir à faire venir jusqu'à 60 moines, ce qui permettra de peupler les trois premières filles de Lucelle. Le successeur et compagnon d'Étienne s'attache lui à faire au plus vite confirmer les privilèges du monastère et à pourvoir les abbayes de Frienisberg, Salem et Pairis. En 1138 il se voyait chargé de la direction du monastère de Petit-Lucelle qu'Oudelard de Sogren venait de fonder. En 1124 l'église abbatiale est consacrée par Achéric, archevêque de Besançon.

### L'âge d'or de Lucelle
Très vite l'abbaye eu une telle renommée que plus de 200 moines y résidaient à la fin du XIIe siècle. parmi eux le jeune Henri de Horbourg qui se préparait à monter sur le siège épiscopal de Bâle. Sous Conrad IV le titre de vicaire-général de l'ordre de Citeaux en Germanie est donné à l'abbé de Lucelle.
Au cours des années, l'abbaye va obtenir la propriété de maisons à Bâle, Mulhouse, Altkirch, Cernay, Ensisheim, Porrentruy (nommée « la cour des moines »). Des receveurs administraient les biens du monastère à Bâle, Neubourg, Mulhouse, Thann, Cernay, Ensisheim, Kientzheim, Altkirch, Mœrnach, Oltingen et Porrentruy. Elle possède des droits de dîmes dans plus de 80 localités. et devient propriétaire de la seigneurie de Löwenbourg en 1526.
Sur ses terres d'une surface considérable, l'abbé avait des droits régaliens sur la chasse, la pêche, les cours d'eau, l'exploitation de mines de fer, la justice (un officier civil en assurait l'exercice et un gibet était dressé à Löwenbourg). Elle possédait un haut fourneau et une forge ainsi qu'une tuilerie, des moulins et des métairies. Plusieurs vastes forêts et de grands prés fournissaient le bois et le fourrage nécessaire. Elle possèdera une quinzaine de « granges » en Alsace et dans l'évêché de Bâle qui seront réunies par la suite en prieuré-fermes.

### La protection des puissants
L'empereur Henri V confirma les possessions de l'abbaye en 1125 et la prit sous sa protection. En mars 1283 c'est au tour de Rodolphe Ier du Saint-Empire de faire de même. Puis Charles IV en 1370 et Louis XIV en 1645. Sa renommée et son statut auprès des souverains firent de Lucelle un lieu favori pour les enfants de la noblesse de la région qui voulaient embrasser la vie monastique. Les Asuel, les Pleujouse, les Bonfol, les Montbéliard, les Sogren, les Mersperg et les Montjoie, parmi d'autres, la dotèrent et lui confièrent leurs cadets.

### Essaimage de Lucelle
L'abbaye de Lucelle sera à l'origine de nombreuses abbayes cisterciennes du Saint-Empire romain germanique :
- Neubourg en 1131
- Frienisberg en 1131
- Kaisheim (ou Kaisersheim) en 1133
- Abbaye de Lieu-Croissant en 1134
- Salem en 1137
- Pairis en 1138
- Saint-Urbain (Suisse) en 1194.

Sous sa direction elle aura la gestion de plusieurs couvents et prieurés :
- Couvent de Petit-Lucelle[12]
- Couvent d'Olsberg
- Couvent de Michelbach
- Prieuré de Lauterbach
- Prieuré Saint-Apollinaire
- Prieuré de Blotzheim.

Liste des abbés
- Étienne, abbé jusqu'à sa mort le 3 janvier 1136
- Chrétien, il quitte ses fonctions le 1178 et meurt le 21 mai 1188
- Alexandre, abbé jusqu'à sa mort le 11 octobre 1179
- Archenfrid, abbé jusqu'à sa mort le 1er novembre 1181
- Cuno ou Conrad, abbé jusqu'à sa mort le 4 mai 1185
- Wezelo ou Werner de Thifenthal, abbé jusqu'à sa mort en 1188
- Conrad II de Ratoldorf, abbé jusqu'à sa mort le 6 décembre 1221
- Berthold d'Aurach, abbé jusqu'en 1230, il meurt en 1234
- Richard, abbé jusqu'à sa mort en 1238
- Théobald ou Thiémo de Ramstein, abbé jusqu'à sa mort le 25 janvier 1257
- Werner II, abbé jusqu'à sa mort en 1268
- Conrad, dit « la Prudence », abbé jusqu'en 1288, il meurt en 1290
- Nicolas de Soulz, abbé jusqu'à sa mort le 13 décembre 1292
- Jordan, abbé en 1293
- Pierre de Charmoille, abbé jusqu'en 1298
- Bourcard de Landskron, abbé jusqu'à sa mort à Pâques 1303
- Jean, dit« Démétrius », abbé jusqu'à sa mort le 30 septembre 1319, auteur d'un traité sur la vie monastique, d'un recueil de sermons et un comput ecclésiastique
- Haymo ou Himier, abbé jusqu'à sa mort le 25 avril 1336
- Jean II, abbé jusqu'à sa mort en 1340
- Rodolphe de Wegenheim, abbé jusqu'en 1349, il meurt en 1350
- Jean III de Charmoille, abbé jusqu'à sa mort le 30 janvier 1362
- Jean IV d'Achalz, abbé jusqu'à sa mort le 30 août 1379
- Rodolphe II de Watterwiller, abbé jusqu'en 1387
- Nicolas II dit « Meuvelin d'Altkirch », abbé jusqu'en 1397
- Henri dit « Stockelm », abbé jusqu'en 1408, il meurt en 1412
- Conrad IV Holzacker, abbé jusqu'à sa mort le 4 avril 1443, rédacteur des actes du concile de Constance, auteur d'un ouvrage sur les abus monastiques
- Nicolas III Amberg, abbé jusqu'en 1467, vice chancelier de l'empereur Frédéric II, il participe au concile de Bâle, auteurs des annales de Lucelle, d'une chronique de la Haute-Alsace et de l'évêché de Bâle, du récit de l'invasion des Armagnacs en 1444
- Jean V Stantenat, abbé jusqu'en 1471
- Louis Jäger, abbé jusqu'à sa mort le 11 octobre 1495
- Théobald II Hylweck, abbé jusqu'au 20 mai 1532, il meurt en 1536
- Henri II Sapper, abbé jusqu'à sa mort en 1542
- Nicolas IV Rosenberg, abbé jusqu'à sa mort en 1542
- X..., abbé jusqu'à sa mort en 1573
- Jean VI Kleiber, abbé jusqu'à sa mort en 1583
- Béat Pape, abbé jusqu'à sa mort le 13 janvier 1597
- Christophe Birr, abbé jusqu'au 24 juin 1605, il meurt en 1625
- Jean VII Hauser, abbé jusqu'à sa mort en 1625
- Laurent Lovillard, abbé jusqu'en 1648
- Norbert Gangbach, abbé jusqu'en 1654
- Bernardin Buchinger, abbé jusqu'à sa mort le 5 janvier 1673
- Edmond Quiquerez, abbé jusqu'au 1er janvier 1677, il meurt la même année
- Pierre II Tanner, abbé jusqu'en 1702
- Antoine de Reynold, abbé jusqu'à sa mort le 17 mars 1708
- Nicolas V Delfils, abbé jusqu'à sa mort le 6 septembre 1751
- Grégoire Girardin, abbé jusqu'à sa mort en 1790
- Benoit Noblat, abbé jusqu'en 1790

Portraits des abbés
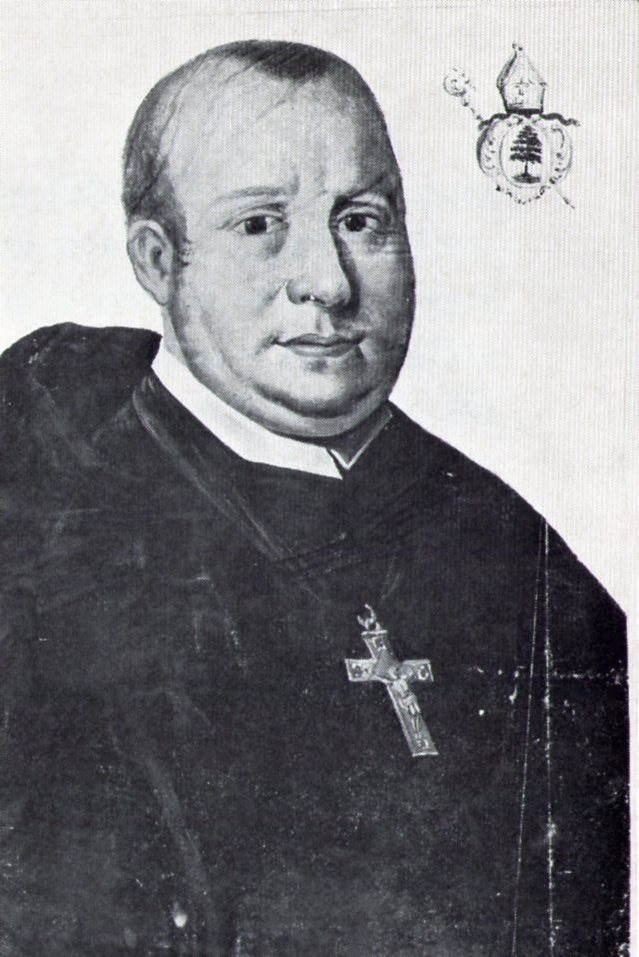
Pierre Tanner, abbé de Lucelle (1677-1703).
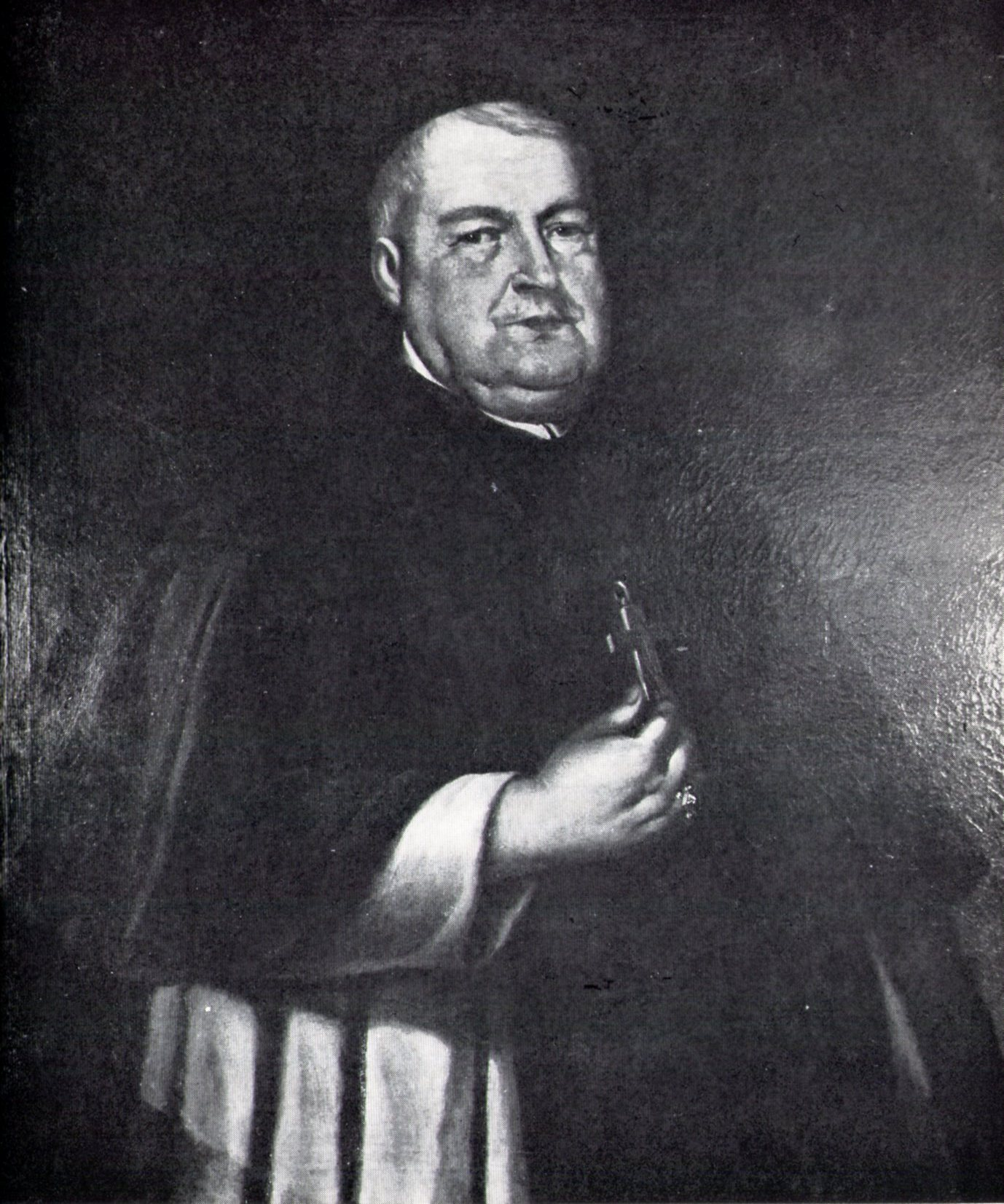
Antoine de Reynold, abbé de Lucelle (1703-1708).
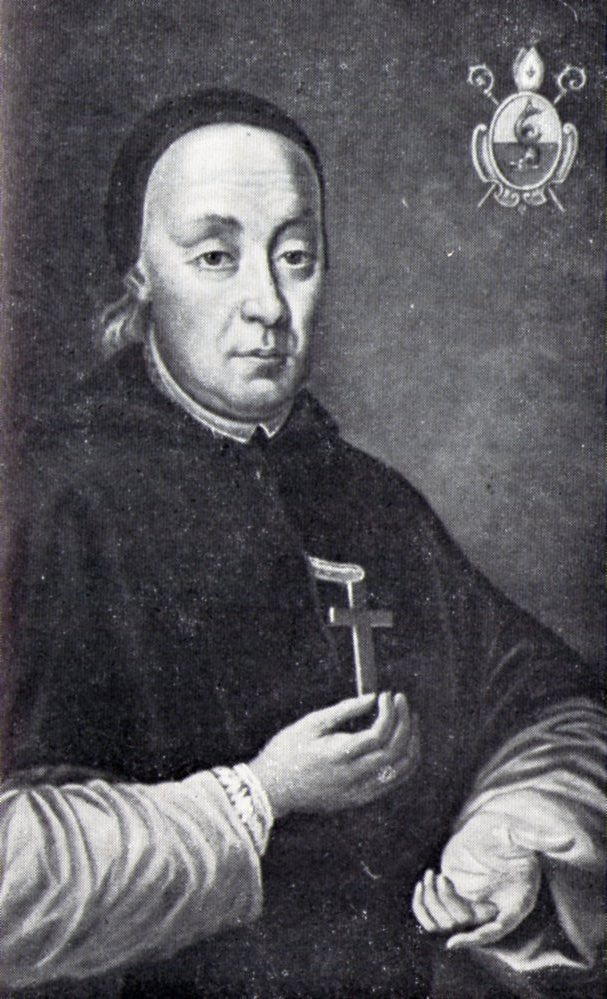
Nicolas Delfis, abbé de Lucelle (1708-1751).
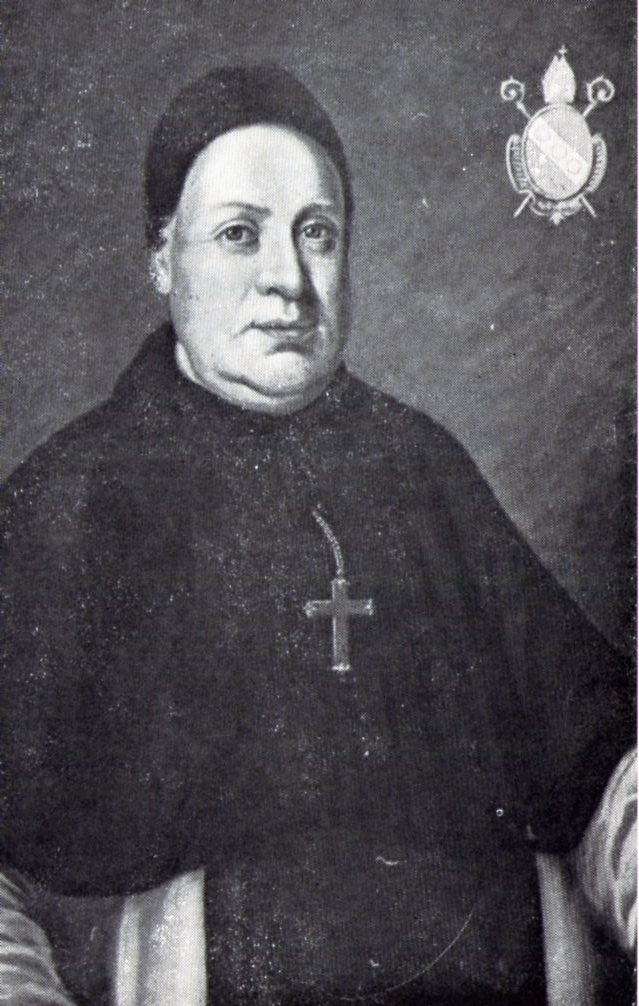
Grégoire Girardin, abbé de Lucelle (1751-1790).

### Les grandes catastrophes
À la suite d'un séisme, l'abbaye doit être reconstruite et la nouvelle abbatiale gothique est consacrée en 1346. L'église, entièrement réservée aux moines, mesurait 62 m de longueur et 20 m de largeur. En 1525, elle ne compte pas moins de 18 autels.
Incendié par les Suisses après la bataille de Dornach en 1499, puis dévastée par un incendie en 1524, l'abbaye vit fondre sur elle la révolte des paysans d'Alsace l'année suivante. Endommagée durant la guerre de Trente Ans, qui voit les moines quitter Lucelle pour aller se réfugier au Petit-Lucelle alors situé en territoire soleurois, et par un incendie en 1699, l'abbatiale est dotée d'un riche mobilier baroque, de nouvelles cloches et de nouvelles orgues.
En 1792, l'abbaye, alors la plus riche abbaye cistercienne d'Alsace, est fermée. Elle était dirigée par Dom Benoît Noblat et comptait 45 moines. Elle est vendue le 11 mai de cette année à un particulier pour la somme de 42 912 livres tournois. Elle fut démolie en grande partie et le mobilier baroque vendu aux enchères publiques, se retrouvant ainsi aujourd'hui dans plusieurs communes du Haut-Rhin ou de Haute-Saône. Seul un bâtiment fut conservé pour servir de douane. Le 28 février 1801 un haut fourneau était érigé sur le site.

## Hameau actuel
L'actuel hameau de Lucelle s'est développé sur le site de l'ancienne abbaye ; il est partagé entre la commune française de Lucelle et la commune suisse de Pleigne

### Sources et bibliographie
- J.B. Chauffour, Histoire par Ordre de Seigneuries des Villes, Villages et Hameaux de la Basse Alsace ou du Landgraviat Inférieur, Decker, 1829 (lire en ligne), p. 16
- Auguste Quiquerez, « Lucelle et Veldbach », Revue d'Alsace, t. 8,‎ 1857, p. 167-172 (lire en ligne)
- Auguste Quiquerez, « Histoire de l'abbaye de Lucelle », Revue d'Alsace, t. 15,‎ 1864, p. 257-272, 321-333, 337-344, 385-402, 444-449 (lire en ligne)
- André Chèvre, Lucelle : histoire d'une ancienne abbaye cistercienne, Delémont, 1973.
- François Kohler, « Lucelle », dans Bernard Prongué (dir.), Le Canton du Jura de A à Z, Porrentruy, Office du patrimoine historique, 1991.
- Jean Schweitzer, La toponymie alsacienne, Jean-paul Gisserot, 2001 (lire en ligne), p. 44